# Oak Grove (Kentucky)
Oak Grove is een plaats (city) in de Amerikaanse staat Kentucky, en valt bestuurlijk gezien onder Christian County.

## Demografie
Bij de volkstelling in 2000 werd het aantal inwoners vastgesteld op 7064.
In 2006 is het aantal inwoners door het United States Census Bureau geschat op 7223, een stijging van 159 (2,3%).

## Geografie
Volgens het United States Census Bureau beslaat de plaats een oppervlakte van
26,7 km², geheel bestaande uit land. Oak Grove ligt op ongeveer 165 m boven zeeniveau.

## Plaatsen in de nabije omgeving
De onderstaande figuur toont nabijgelegen plaatsen in een straal van 24 km rond Oak Grove.